# Vuelta a España 1997
La 52.ª edición de la Vuelta a España se disputó del 6 al 28 de septiembre de 1997 entre las localidades de Lisboa y Madrid, con un recorrido de 22 etapas, una de ellas doble, y 3773 km, que el ganador recorrió a una velocidad media de 41,344 km/h.
Esta edición la Vuelta se presentaba con un plantel de auténtico lujo. Grandísimos corredores como Claudio Chiappucci, Tony Rominger, Pável Tonkov, Gianni Bugno o Abraham Olano, tomaban la salida en Lisboa. Sin embargo, la mayoría de ellos, algunos en el ocaso de su carrera, no llegaban para disputar la general. Alex Zülle, ganador del año pasado era el gran favorito. Su compañero de equipo Laurent Jalabert o el suizo Laurent Dufaux, segundo el año anterior, eran algunos de sus más directos rivales.
Fueron estos tres corredores, precisamente, quienes se escaparaon en la sexta etapa, en compañía de Fernando Escartín, y llegaron a meta con casi dos minutos de ventaja sobre el pelotón. El francés Jalabert se hizo con el liderato, aunque lo perdería en la etapa siguiente, con final en la cima de Sierra Nevada, al perder más de ocho minutos. Dufaux, Escartín y Zülle se planteaban pues como los principales favoritos a la hora del triunfo final. Entre estos, Escartín fue el mayor perjudicado en la novena etapa, una contrarreloj de 35 kilómetros, al perder más de dos minutos. Zülle y Dufaux eran los únicos que se mantenían a corta distancia entre sí.
Zülle, que ya vestía con el maillot de líder, no bajaría el ritmo en lo que quedaba de competición. Dufaux, por el contrario, comenzó a perder terreno en la 14.ª etapa, con final en el Alto del Naranco, para perder aún más tiempo en la etapa siguiente, con final en los Lagos de Covadonga.
La última etapa importante, si bien Zülle ya poseía una más que relajante ventaja en la clasificación general, fue la penúltima, una contrarreloj disputada en Alcobendas. El suizo se adjudicó también la victoria de etapa, aumentando aún más la ventaja sobre sus perseguidores.
Alex Zülle lograba así su segunda Vuelta ciclista a España consecutiva. En esta ocasión, Fernando Escartín fue segundo, mientras que Laurent Dufaux fue tercero.

## Etapas
| Etapa | Fecha            | Recorrido                               | km       | Ganador              | Líder            |
| 1.ª   | 6 de septiembre  | Lisboa - Estoril                        | 155      | Lars Michaelsen      | Lars Michaelsen  |
| 2.ª   | 7 de septiembre  | Évora - Vilamoura                       | 225      | Marcel Wüst          | Lars Michaelsen  |
| 3.ª   | 8 de septiembre  | Loulé - Huelva                          | 173      | Marcel Wüst          | Lars Michaelsen  |
| 4.ª   | 9 de septiembre  | Huelva - Jerez de la Frontera           | 192      | Eleuterio Anguita    | Fabrizio Guidi   |
| 5.ª   | 10 de septiembre | Jerez de la Frontera - Málaga           | 230      | Marcel Wüst          | Lars Michaelsen  |
| 6.ª   | 11 de septiembre | Málaga - Granada                        | 147      | Laurent Jalabert     | Laurent Jalabert |
| 7.ª   | 12 de septiembre | Guadix - Sierra Nevada                  | 219      | Yvon Ledanois        | Laurent Dufaux   |
| 8.ª   | 13 de septiembre | Granada - Córdoba                       | 176      | Bart Voskamp         | Laurent Dufaux   |
| 9.ª   | 14 de septiembre | Córdoba                                 | 35 (CRI) | Melchor Mauri        | Alex Zülle       |
| 10.ª  | 15 de septiembre | Córdoba - Almendralejo                  | 224      | Mariano Piccoli      | Alex Zülle       |
| 11.ª  | 16 de septiembre | Almendralejo - Plasencia                | 194      | Ján Svorada          | Alex Zülle       |
| 12.ª  | 18 de septiembre | León - Alto del Morredero               | 147      | Roberto Heras        | Alex Zülle       |
| 13.ª  | 19 de septiembre | Ponferrada - Estación Valgrande-Pajares | 196      | Pável Tonkov         | Alex Zülle       |
| 14.ª  | 20 de septiembre | Oviedo - Alto del Naranco               | 169      | Chente García Acosta | Alex Zülle       |
| 15.ª  | 21 de septiembre | Oviedo - Lagos de Covadonga             | 160      | Pável Tonkov         | Alex Zülle       |
| 16.ª  | 22 de septiembre | Cangas de Onís - Santander              | 170      | Ján Svorada          | Alex Zülle       |
| 17.ª  | 23 de septiembre | Santander - Burgos                      | 183      | Ján Svorada          | Alex Zülle       |
| 18.ª  | 24 de septiembre | Burgos - Valladolid                     | 184      | Léon van Bon         | Alex Zülle       |
| 19.ª  | 25 de septiembre | Valladolid - Los Ángeles de San Rafael  | 193      | José María Jiménez   | Alex Zülle       |
| 20.ª  | 26 de septiembre | Los Ángeles de San Rafael - Ávila       | 199      | Laurent Jalabert     | Alex Zülle       |
| 21.ª  | 27 de septiembre | Alcobendas                              | 43 (CRI) | Alex Zülle           | Alex Zülle       |
| 22.ª  | 28 de septiembre | Madrid                                  | 154      | Max van Heeswijk     | Alex Zülle       |

## Equipos participantes
| Equipo            | Jefe de filas             |
| ONCE              | Alex Zülle                |
| Aki Safi          | Serguei Gontchar          |
| Asics-CGA         | Claudio Chiappucci        |
| Banesto           | Abraham Olano             |
| Brescialat-Oyster | Wladimir Belli            |
| Cantina Tollo     | Massimiliano Gentili      |
| Casino            | Pascal Richard            |
| Cofidis           | Tony Rominger             |
| Estepona - Toscaf | Daniel Clavero            |
| Euskaltel-Euskadi | Igor González de Galdeano |
| Gan               | Chris Boardman            |

| Equipo                       | Jefe de filas      |
| Kelme-Costa Blanca           | Fernando Escartín  |
| Festina-Lotus                | Laurent Dufaux     |
| Maia-Cin                     | Joaquim Andrade    |
| Mapei-GB                     | Pável Tonkov       |
| Rabobank                     | Peter Luttenberger |
| Ceramiche Refin - Mobilvetta | Stefano Colagè     |
| Telecom-Flavia               | José Castelblanco  |
| TVM                          | Michael Anderson   |
| Saeco                        | Mario Cipollini    |
| Scrigno Gaerne               | Fabrizio Guidi     |
| US Postal Service            | Viatcheslav Ekimov |

## Clasificaciones
| \| 1. \| Alex Zülle \| Suiza \| ONC \| 91h 15' 55" \| \| \| 2. \| Fernando Escartín \| España \| KEL \| + 5' 07" \| \| \| 3. \| Laurent Dufaux \| Suiza \| FES \| + 6' 11" \| \| \| 4. \| Enrico Zaina \| Italia \| ASI \| + 7' 24" \| \| \| 5. \| Roberto Heras \| España \| KEL \| + 8' 04" \| \| \| 6. \| Daniel Clavero \| España \| EST \| + 10' 02" \| \| \| 7. \| Laurent Jalabert \| Francia \| ONC \| + 10' 03" \| \| \| 8. \| Marcos Serrano \| España \| KEL \| + 10' 40" \| \| \| 9. \| Gianni Faresin \| Italia \| MAP \| + 13' 53" \| \| \| 10. \| Yvon Ledanois \| Francia \| GAN \| + 15' 40" \| \| |                   |         |     |             |  |
| 1. | Alex Zülle        | Suiza   | ONC | 91h 15' 55" |  |
| 2. | Fernando Escartín | España  | KEL | + 5' 07"    |  |
| 3. | Laurent Dufaux    | Suiza   | FES | + 6' 11"    |  |
| 4. | Enrico Zaina      | Italia  | ASI | + 7' 24"    |  |
| 5. | Roberto Heras     | España  | KEL | + 8' 04"    |  |
| 6. | Daniel Clavero    | España  | EST | + 10' 02"   |  |
| 7. | Laurent Jalabert  | Francia | ONC | + 10' 03"   |  |
| 8. | Marcos Serrano    | España  | KEL | + 10' 40"   |  |
| 9. | Gianni Faresin    | Italia  | MAP | + 13' 53"   |  |
| 10. | Yvon Ledanois     | Francia | GAN | + 15' 40"   |  |

| \| 1. \| Laurent Jalabert \| Francia \| ONC \| 206 puntos \| \| 2. \| Ján Svorada \| República Checa \| MAP \| 161 puntos \| \| 3. \| Marcel Wüst \| Alemania \| FES \| 139 puntos \| |                  |                 |     |            |
| 1. | Laurent Jalabert | Francia         | ONC | 206 puntos |
| 2. | Ján Svorada      | República Checa | MAP | 161 puntos |
| 3. | Marcel Wüst      | Alemania        | FES | 139 puntos |

| \| 1. \| José María Jiménez \| España \| BAN \| 153 puntos \| \| 2. \| Alex Zülle \| Suiza \| ONC \| 94 puntos \| \| 3. \| Laurent Jalabert \| Francia \| ONC \| 89 puntos \| |                    |         |     |            |
| 1. | José María Jiménez | España  | BAN | 153 puntos |
| 2. | Alex Zülle         | Suiza   | ONC | 94 puntos  |
| 3. | Laurent Jalabert   | Francia | ONC | 89 puntos  |

| \| 1. \| Mauro Radaelli \| Italia \| AKI \| 39 puntos \| |                |        |     |           |
| 1.                                                       | Mauro Radaelli | Italia | AKI | 39 puntos |

| \| 1. \| Kelme-Costa Blanca \| España \| KEL \| 274h 07' 56" \| |                    |        |     |              |
| 1.                                                              | Kelme-Costa Blanca | España | KEL | 274h 07' 56" |

## Banda sonora
TVE cubrió esta prueba escogiendo como banda sonora la canción «Kandela», de Manuel Malou.
- Datos: Q1078635